# Anton Piwinski

Anton Piwinski

Anton Piwinski (* 18. September 1934 in Arnsberg) ist ein deutscher Physiker. Geforscht hat er am DESY in der Beschleunigerphysik.

## Leben
Piwinski besuchte das humanistische Gymnasium Laurentianum Arnsberg. Nach dem Abitur studierte er Elektrotechnik und dann Physik an der RWTH Aachen mit dem Diplom in Physik 1963. Danach war er zwei Jahre in der Computerindustrie, bevor er 1966 an das Deutsche Elektronen-Synchrotron ging. 1970 wurde er an der Universität Hamburg zum Dr. rer. nat. promoviert. Am DESY arbeitete er an den Speicherringen Doris, Petra und Hera. 1984 bis 1986 war er Gastwissenschaftler am CERN, wo er theoretische Untersuchungen für den geplanten Large Electron-Positron Collider unternahm, und 1990 bis 1991 am SLAC, wo er asymmetrische Speicherringe untersuchte. 1974 stellte er eine erste detaillierte Theorie der Intra-Strahl-Streuung auf, die von ihm sowie in den USA von James Bjorken und Sekazi Mtingwa ausgebaut wurde. Die Intrastrahl-Streuung begrenzt die Leistungsfähigkeit und Strahlqualität von Beschleunigern (sowohl in Collidern als auch in Synchrotronstrahlungsquellen). Sie kann mit Programmen, die auf den Arbeiten von Piwinski und Kollegen basieren, genau berechnet werden. Piwinski leistete auch wichtige Beiträge zur Strahl-Strahl-Wechselwirkung, zur transversal-longitudinalen Kopplung und Satelliten-Resonanzen. 1999 wurde er pensioniert. 2005 erhielt er den USPAS Prize for Achievement in Accelerator Physics and Technology für fundamentale Beiträge zum Verständnis geladener Teilchenstrahlen in Kreisbeschleunigern (Intra-Strahl-Streuung, Strahl-Strahl-Effekte, Synchro-Betatron-Resonanzen) und 2017 mit Bjorken und Mtingwa den Robert R. Wilson Prize für die detaillierte theoretische Beschreibung der Streuung in Teilchenstrahlen.